# Cuadro (video)

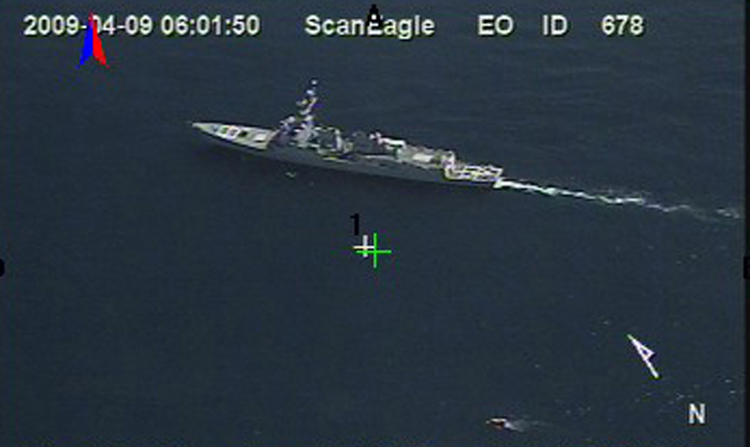
Cuadro progresivo de una cámara digital.

Un cuadro, en inglés frame, es la mínima imagen completa registrable para vídeo y televisión. Equivale por lo general a 1/30 o 1/20 de segundo, dependiendo de los sistemas. Se suele utilizar como sinónimo de fotograma, pero son conceptos diferentes, propios de tecnologías distintas.

## Composición
Todo «cuadro» se compone de dos campos. Según la forma de registrar y emitir dichos campos, el «barrido»,Morales Morante (2014) describe las modalidades existentes:
- Entrelazado: este barrido, en PAL y SECAM, primero graba o emite las líneas impares y seguidamente las pares[1] (en NTSC el orden está invertido, primero las pares luego las impares).[2]
- Progresivo: en él se emite primero el campo superior, formado por la mitad de las líneas, y a continuación se registra o reproduce el inferior, con la otra mitad. Es el de más calidad y desplazó al entrelazado con la llegada de los equipos digitales.

Puesto que su misión es generar en el cerebro la idea de movimiento, en Europa se registraban 25 cuadros por segundo, ya fuese con el sistema británico, el SECAM francés o con el PAL alemán. Sin embargo, indica Carrasco (2010), en la mayor parte de los países americanos y algunos de Asia lo hacían a 30, debido a la norma NTSC estadounidense. Pero existen cámaras de alta velocidad que pueden doblar, triplicar o multiplicar por mucho más esa cantidad para conseguir la percepción de movimiento lento, al reproducirlos a 25 fotogramas por segundo. De la misma forma se han desarrollado cámaras de baja velocidad ideadas para obtener el efecto contrario. Por último, al incrementarse la capacidad de los soportes de almacenamiento y los algoritmos de compresión, máquinas como la Red One son capaces de funcionar a 60 o incluso 120 cuadros por segundo, logrando la misma idea de movimiento, pero más agradable a la vista..

## Frecuencia de cuadro
Dado que se trata de la unidad mínima, en forma de imagen estática, en que se puede descomponer una secuencia de vídeo, su muestreo se realiza cada determinado tiempo de muestreo Ts (tiempo entre cuadros consecutivos). De forma equivalente se define el inverso del tiempo de muestreo Ts como la frecuencia de cuadro. Esta magnitud se mide en (hercios (Hz)) o bien en cuadros por segundo.
{\displaystyle f_{quadre}=1/T_{s}}

### Limitaciones del sistema visual humano
Discontinuidad en el movimiento: El ojo humano es capaz de interpolar movimientos a partir de unos cuadros consecutivos mostrados a una determinada frecuencia de cuadro. Esto se denomina el fenómeno phi.
- Se aprecia discontinuidad de movimiento por fcuadro < 12-15 Hz

Parpadeo: Es el fenómeno que se produce cuando, a una determinada frecuencia de cuadro, el ojo humano distingue dos impulsos luminosos (imágenes) consecutivos en el tiempo. Esto se produce porque en el sistema visual humano persiste la imagen en la retina.
- Se aprecia parpadeo por fcuadro < 50 Hz

## Diferencia con «fotograma»
En numerosas ocasiones el término se confunde con «fotograma». Pese a que los dos persiguen el mismo fin: dar la idea de imagen en movimiento. Sin embargo el «fotograma» es o era un trozo de película y, como tal, no poseía campos de ningún tipo. El «cuadro» por su parte consistía en un pedazo de cinta magnética. Con la entrada masiva de los medios digitales Carrasco (2010) afirma que cine y televisión pasaron a emplear la misma tecnología, porque las producciones cinematográficas dejaron de filmarse y se graban o, al menos, se editan con tecnología digital, aunque inicialmente los dos estaban en soportes diferentes, recogidos por un proceso químico uno y eléctrico el otro.
La segunda gran diferencia la da Ohanian (1996) al reseñar las velocidades de registro. Los fotogramas se filmaba en una película que avanzaba movida por un motor, al principio ni siquiera con motor al ser el operador de cámara quien hacía el trabajo con una manivela según su saber hacer. Sin embargo los medios electrónicos no gozaban de tanta versatilidad al estar sujetos a los ciclos de la corriente eléctrica que los alimentaba.Carrasco (2010) apunta que una cámara de estudio estaba supeditada a funcionar en múltiplos de cinco. Esto llevó a las dos velocidades mencionadas: 25 por segundo europeo y 30 por segundo estadounidense.

## Frecuencia de cuadro en diferentes sistemas
Dadas las limitaciones comentadas en el apartado anterior, lo más lógico sería coger una frecuencia de cuadro mayor a 50 hercios. Así no se observa parpadeo, aunque la sensación de movimiento se podría apreciar con una frecuencia más pequeña. La frecuencia de cuadro afecta directamente en los recursos del sistema; anchura de banda, espacio de disco, etc. Para optimizar los recursos, para cada tipo de sistema se han creado diferentes soluciones.
|                      | Cine mudo | Cine  | TV Europa (PAL&SECAM) | TV EE. UU. y Japón (NTSC) |
| Frecuencia de cuadro | 16–18 Hz  | 24 Hz | 25 Hz                 | 29,97 Hz ≃ 30 Hz          |

### Cine
En el caso del cine, se reproduce a 24 fotogramas por segundo. Es una frecuencia suficiente para conseguir una sensación continúa de movimiento. Si se presentan los fotogramas directamente, se produce un efecto de parpadeo. La solución a este problema es mostrar 2 veces cada fotograma. Al doblar la frecuencia del proyector, se evita la sensación de parpadeo y se obtiene una sensación de uniformidad en la iluminación de la pantalla, sin empeorar la calidad de la reproducción. Para hacer esto, se utiliza un obturador ante el proyector, que dispara con una frecuencia doble de la velocidad de la cinta.
Hay sistemas que han utilizado otras frecuencias, como por ejemplo 30 fps (por formatos de película de 70 mm), y 60 fps (en el sistema Showscan).

### Televisión
En los sistemas de televisión, la frecuencia de cuadro se hizo coincidir con la mitad de la frecuencia de la red eléctrica. En el caso de Estados Unidos o Japón, es de 30 hercios, y en caso de Europa de 25 Hz. Estos valores son suficientes para garantizar correctamente la continuidad en el movimiento. La selección de estos valores es debida a criterios de diseño. Una ventaja a destacar es que, de esta forma, se consiguió minimizar el efecto visual que producía la interferencia de la señal de la red en la pantalla de televisión.
El efecto de parpadeo se eliminó dividiendo cada imagen en 2 mitades o campos (líneas nones y pares) utilizando una técnica de exploración llamada entrelazado. Haciendo esto se consigue que la frecuencia aparente de exploración de la pantalla se doble. Cada una de estas dos mitades se denomina campo. En Europa, la frecuencia de campo es de 50 Hz, mientras que en Estados Unidos o Japón, es de 60 Hz.

### Telecine
Es un aparato que se encarga de realizar la conversión de películas de cine a señal de televisión. El problema principal es que la frecuencia de cuadro es diferente por cada tipo de formato. 
Lo que hace es convertir un fotograma de película en una imagen de televisión. Una vez adquirido, se separa en 2 campos y se almacena en formato de vídeo encima de un soporte magnético. Cómo el número de fotogramas por segundo es inferior al del cine, lo que se hace es añadir los fotogramas que faltan.
En Europa, la diferencia entre las 24 y 25 imágenes por segundo difícilmente se aprecia por parte del espectador. Durando mucho tiempo se hacía una conversión directa, y por lo tanto, las películas de televisión duraban un 4 % menos que en el cine. Para obtener la misma duración, una posible solución es la de repetir el primer cuadro de cada grupo de 24.
En cambio, en los países que utilizan un formato de televisión de 30 cuadros por segundo, la conversión fotograma a fotograma no es viable, porque los cambios temporales son perfectamente visibles y audibles. Una solución parecida al caso anterior es la de repetir 6 cuadros de cada 24 fotogramas de la película original y distribuirlos de manera uniforme en el tiempo.